# Jürgen Balitzki
Jürgen „Pan“ Balitzki (* 30. Juli 1948 in Berlin) ist ein ostdeutscher Radiojournalist, Publizist und Maler aus Berlin-Prenzlauer Berg.

## Leben

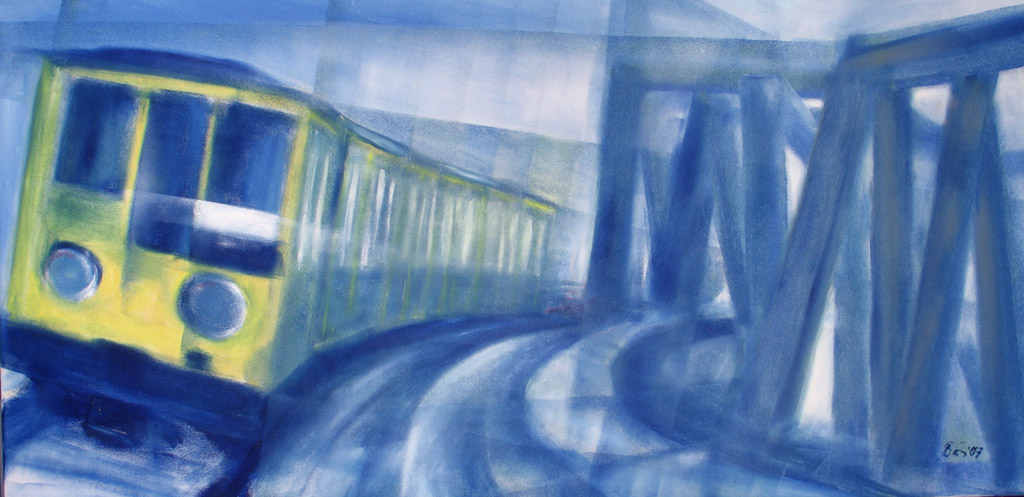
…and the beat goes on. (Öl, 100 × 50, 2007, J. Balitzki)

Nach dem Abitur jobte Balitzki als Vertriebshilfskraft am Berliner Hauptsitz des Allgemeinen Deutschen Nachrichtendienstes (ADN), anschließend absolvierte er eine zweijährige Volontariatsausbildung und studierte ab 1970 Kulturwissenschaft/Journalistik an der Karl-Marx-Universität Leipzig (Diplom 1974). Bis 1978 war er in der ADN-Kulturredaktion tätig. 1978 wechselte er zur Musikredaktion von DT64, wo er als Moderator, Autor und Redakteur arbeitete und für Hörfunkereignisse wie DT64 Jugendkonzerte, Rock für den Frieden, Jazzbühne Berlin oder die achttägige Gedenklesung zum Tode von Heiner Müller im Berliner Ensemble 1996 verantwortlich war. Er schuf und betreute das wöchentliche Musikmagazin TREND, ein formal offenes „Forum populärer Musik“ (Untertitel), das im Januar 1980 erstmals auf Sendung ging und zum Flaggschiff des Popjournalismus im DDR-Rundfunk der 1980er Jahre wurde. 1986 wechselte er zur Zeitschrift Unterhaltungskunst des Berliner Henschel Verlags, der er mit seinem Redakteurskollegen Helmut Fensch einen modernen Relaunch und einen neuen Titel verpasste: art & action.
Ab 1990 war Balitzki Chefredakteur der Rockzeitung NMI – Neue Musik Information, die sich auf dem gesamtdeutschen Zeitschriftenmarkt nur ein gutes Jahr halten konnte. Die Idee einer eigenständigen ostdeutschen Rockzeitschrift wurde mit finanzieller Unterstützung der Bundeszentrale für politische Bildung durch die Fusion der NMI mit dem Leipziger Fanzine Messitsch als NMI/Messitsch für anderthalb Jahre fortgeführt, Träger war der Nord-Ost-Rock e.V.
1992 bis 1993 war Balitzki als Redakteur und Moderator bei Rockradio B tätig, einer Jugendwelle, die der Ostdeutsche Rundfunk Brandenburg (ORB) als Ersatz für DT64 gegründet hatte. Durch die Fusion von SFB und ORB gehörte er zunächst zu Fritz, dann zum avancierten Kultursender Radio Brandenburg und schließlich zu Radio Eins und Radio 3. In seinen letzten zehn Rundfunkjahren (2003–2013) arbeitete Balitzki als Autor und Redakteur in der rbb-Feature-Redaktion.
Abgesehen von einigen publizistischen Arbeiten intensiviert er seither sein über Jahrzehnte betriebenes malerisches Werk.

## Werke

### Publizistik
- Rock aus erster Hand, Verlag Lied der Zeit, Berlin 1986
- Rockmonumente (nicht gedruckt), Deutscher Verlag für Musik, Leipzig 1992
- Castorf, der Eisenhändler – Theater zwischen Kartoffelsalat und Stahlgewitter, Ch. Links Verlag, Berlin 1994, ISBN 978-3-86153-092-3
- Geschichten vom Sachsendreier – electra/Lift/Stern Combo Meißen, Schwarzkopf & Schwarzkopf Verlag, Berlin 2001, ISBN 978-3-89602-323-0

### Hörbuch
- Heiner Müller Müller Texte Lesen – Zweiundvierzig Schauspieler lesen Texte von Heiner Müller (Redaktion), 3 Audio-CDs, 214 Minuten, Henschel Schauspiel Theaterverlag, Berlin 1996, ISBN 978-3-89581-010-7

### Rundfunkfeatures (Auswahl)
- Tod eines Punksängers – Aljoscha Rompe im Spannungsfeld von Feeling B und Rammstein, 45’, DLF 2002Restriktionsfreie Zone[5]

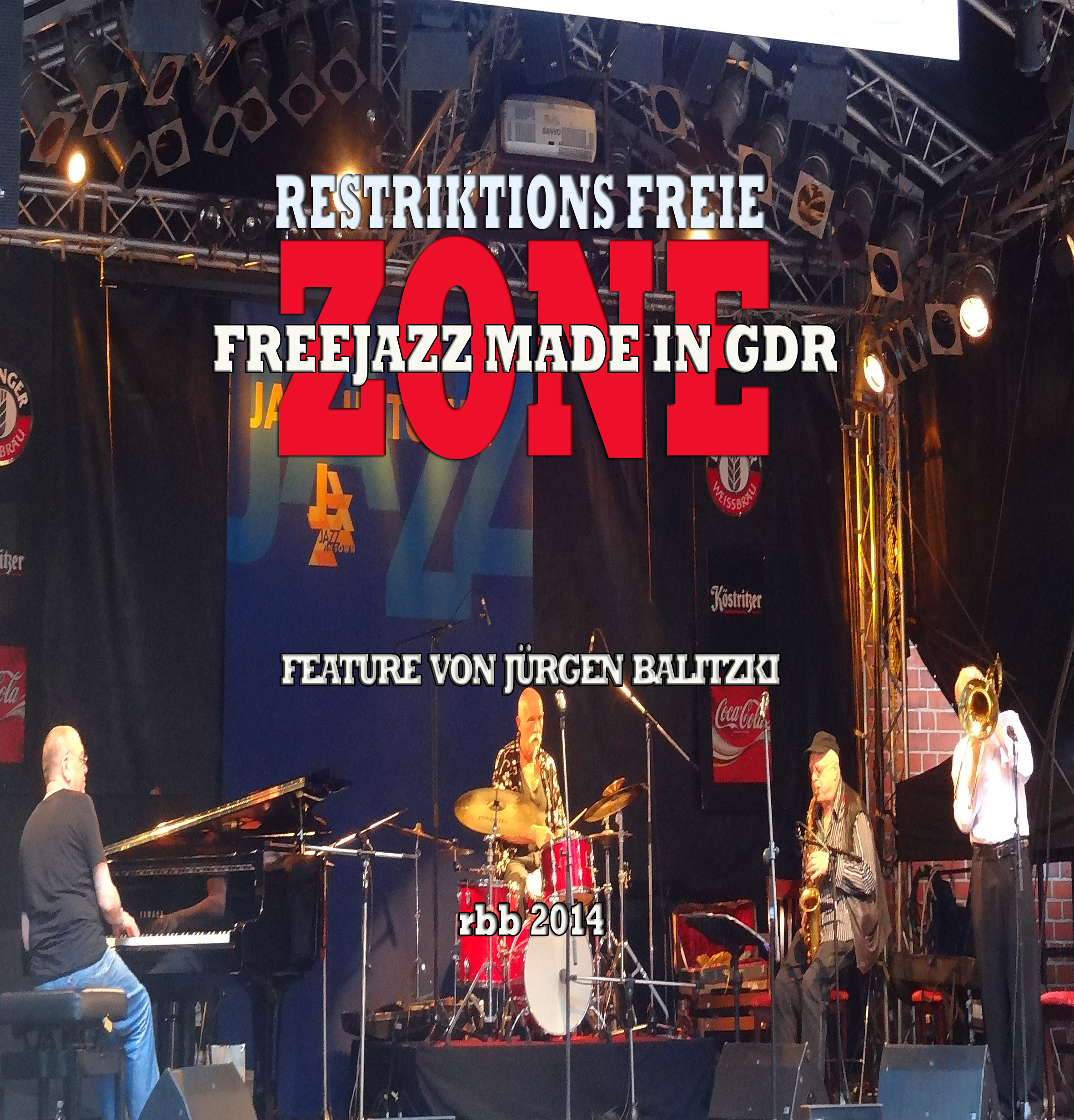
Restriktionsfreie Zone

- Des Meisters letzte Garde – Ein Zappa-Festival in der ostdeutschen Provinz, 30’, RBB 2008
- Ein Sputnik ist heute abgestürzt – Vorwendezeit beim Jugendradio DT64, 45’, DLF 2009, Co-Autor Marcus Heumann
- The Art Of Noise – 100 Jahre Manifest "L´Arte dei rumori" (Redaktion), 54’, RBB/DLF 2013,
- Restriktionsfreie Zone – Freejazz made in GDR, 55’, rbb 2014
- Bakschischrepublik – Nachklänge eines Wendesongs der Band Herbst in Peking, 45’, DLF 2015[6]

Volksbühnen-Tetralogie
- Der Teufel ist ein müder Mann – Die Berliner Volksbühne spielt Bulgakow in Moskau, 44’, DLF 2004
- Das war nicht mein Text, das war meine Haltung – Unterwegs mit dem Schauspieler Henry Hübchen, 54’, RBB/MDR/DLF 2008
- Spieler: Faites Vos Jeux! – Dostojewski an der Berliner Volksbühne, 54’, RBB/MDR 2011
- Demontage des Räuberrads – Die letzten Monate der Ära Castorf an der Volksbühne, 54’, DLF 2017[7]

Brücke-Trilogie

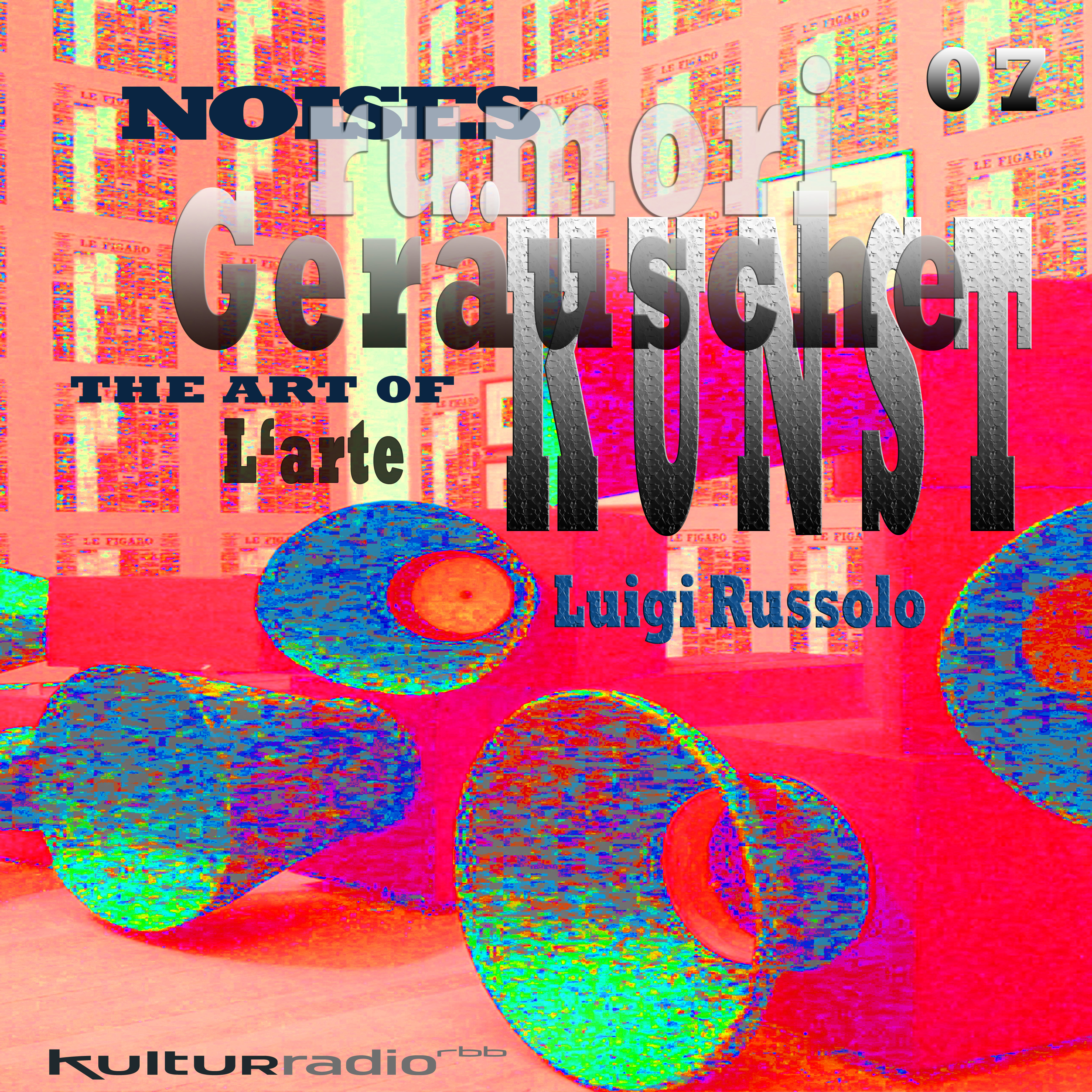
Grafik von Jürgen Balitzki

- Ekstasen des Erlebens: Entwurf einer Dresdner Künstlergemeinschaft, 45’, DLF 2005
- Auf der Suche nach Totalität: Pechstein auf Palau, 45’, DLF 2007[8]
- Bilder als Zielscheiben: Kirchners letzte Jahre, 45’, DLF 2008[9]

## Preise
- Prix Europa Best European Radio Music Programme 2013: The Art Of Noise – 100 Jahre Manifest "L´Arte dei rumori" (als Producer)[10]